# 123tv
123tv ist ein Teleshopping-Sender, der seine Artikel meistens nach dem Prinzip einer umgekehrten Versteigerung verkauft. Betreiber des Programms ist die 1-2-3.tv GmbH mit Sitz in Grünwald bei München, die im Frühjahr 2004 gegründet wurde. Der Sender versteht sich als Multichannel-Auktionshaus und ist in mehr als 35 Mio. Haushalten in Deutschland und Österreich empfangbar.
Der Sender verbreitet sein Angebot im digitalen Kabel sowie über die Satelliten Astra 1N (SD; Sendestandard DVB-S, Transponder 1103, Downlink-Frequenz 12460,50 MHz, Symbolrate 27,5 MSymbole/s, FEC 3/4, Modulation QPSK, horizontale Polarisation) bzw. Astra 1KR (HD; Sendestandard DVB-S2, Transponder 1055, Downlink-Frequenz 10803 MHz, Symbolrate 22 MSymbole/s, FEC 3/4, Modulation 8PSK, horizontale Polarisation). Die HD-Ausstrahlung des Programms von 1-2-3.tv begann im Juni 2013.
Zudem kann man 1-2-3.tv in vielen Regionen über DVB-T2 HD empfangen. Im Internet ist der Sender per Livestream zu sehen.
Seit September 2024 nennt sich die Onlineplattform des Senders 123.live.

## Geschichte
Der Sender startete seinen Betrieb am 1. Oktober 2004. Zuerst gab es nur Verkäufe nach dem Auktionsprinzip; ab 2005 auch umgekehrte Versteigerungen sowie die Möglichkeit des Mitbietens über das Internet.

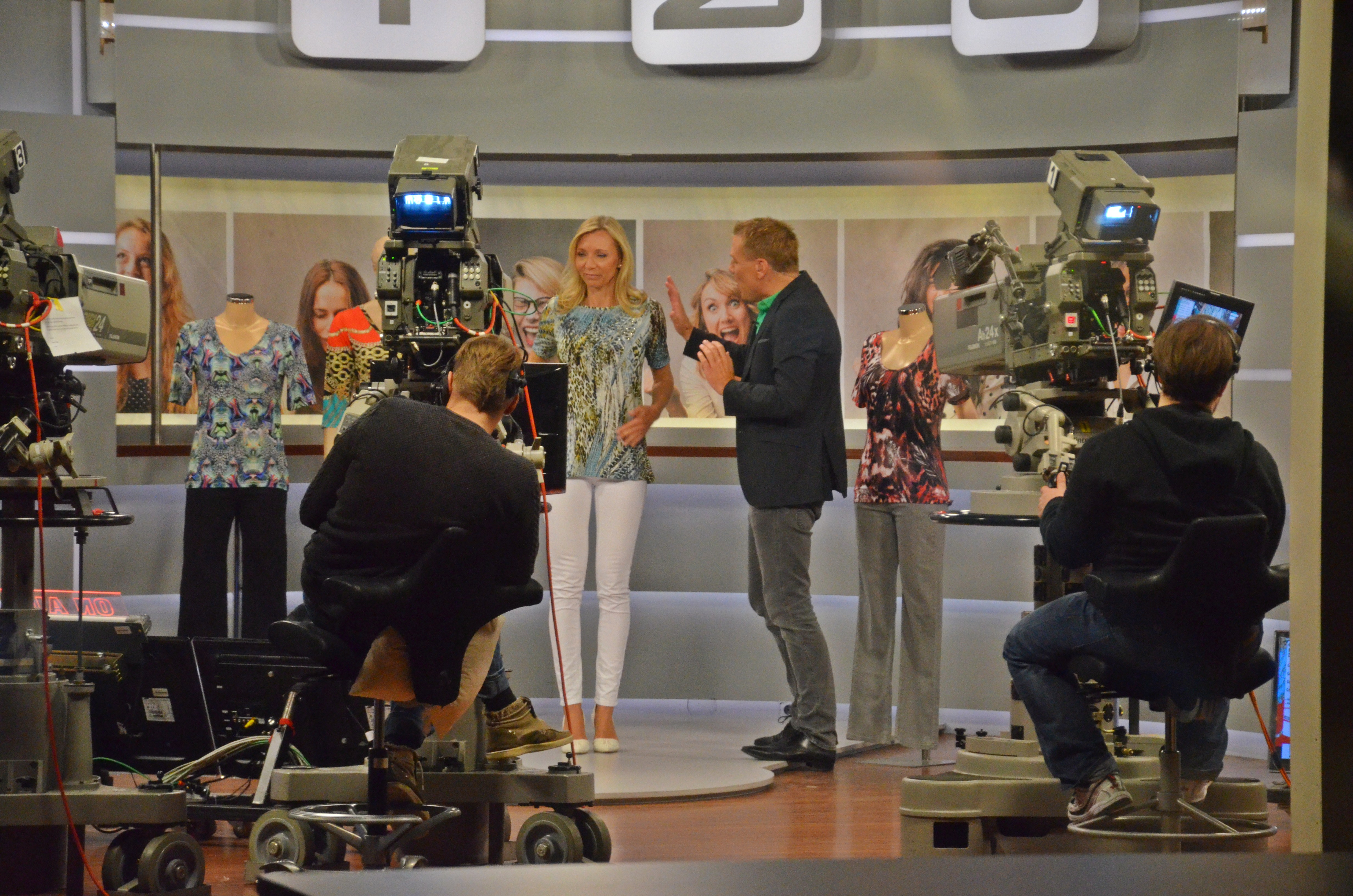
1-2-3.tv – Produktion

Der Verkaufskanal kooperierte ab dem 18. April 2006 auch mit dem Privatsender ProSieben, mit dem er das ProSieben Auktionshaus nach dem altbekannten Prinzip in einem an ProSieben angepassten Studio produzierte. Die Sendung wurde werktäglich für eine Stunde ab 6:00 Uhr, ab April 2007 ab 6:30 Uhr ausgestrahlt. Die Zusammenarbeit wurde zunächst am 30. April 2007 eingestellt und am 15. Juni 2009 wieder aufgenommen. Am 16. September 2009 erfolgte der Wechsel des Auktionshauses von ProSieben zu RTL II, wo morgens ein dreistündiges Liveprogramm von 1-2-3.tv ausgestrahlt wurde.
Seit 1. Juni 2013 sendet 1-2-3.tv sein Programm auch in HD. Im Herbst 2013 ist 1-2-3.tv mit einer iOS-Applikation für iPads und kurz danach mit einer iPhone-Version in den Markt gegangen. 2014 wurde das mobile Angebot durch eine Android-App komplettiert. Weitere Neuerungen standen im Herbst 2015 mit Veröffentlichung einer Smart-TV- und HbbTV-App an. Der in der Applikation integrierte Live-Stream des Auktionsangebotes ermöglicht Kunden, in der gewohnten TV-Umgebung über den so jederzeit geöffneten Shop direkt zu bestellen, ohne dass dabei ein PC oder Tablet notwendig sind. Für das Konzept einer innovativen, personalisierten Echtzeit-Kundenansprache wurde  1-2-3.tv der „Personalisation Award 2014“ in der Kategorie Best Practice im Bereich Multi-Channel Kundenansprache verliehen.
Die Inhaber- und Beteiligungsverhältnisse der 1-2-3.tv GmbH änderten sich im Oktober 2016. Die ARCUS Capital AG übernahm zusammen mit der BE Beteiligungen Fonds GmbH & Co. KG von den bisherigen Finanzinvestoren Wellington Partners, Target Partners und Cipio Partners das Unternehmen.
An der neuen Betreibergesellschaft waren zudem als bisherige Gesellschafter von 1-2-3.tv Iris Capital, Paris, Unternehmensmitgründer Henning Schnepper und Sender-Geschäftsführerin Iris Ostermaier beteiligt. Die Parteien hatten über den Kaufpreis Stillschweigen vereinbart. Die Transaktion stand unter dem Vorbehalt der Zustimmung durch die zuständigen Wettbewerbsbehörden.
Zum 12. Oktober 2020 hatte sich der Sender ein neues Logo und Design zugelegt.
Im September 2021 wurde bekannt, dass der bisherige Besitzer, die Investmentfirma Arcus Capital, 1-2-3.tv an das US-amerikanische Medienunternehmen iMedia verkaufen will.
Die Auktionsplattform 1-2-3.tv wurde vom US-Medienunternehmen iMedia Brands übernommen. Die Übernahme wurde zum 5. November 2021, nach Freigabe der deutschen Regierung und österreichischen Kartellbehörde, abgeschlossen. 1-2-3.tv wurde Ende September 2021 vom vorherigen Hauptanteilseigner Arcus Capital AG sowie den Co-Investoren BE Beteiligungen und Iris Capital für 93 Millionen US-Dollar an iMedia Brands verkauft.
iMedia Brands hatte am 28. Juni 2023 in den USA Insolvenz nach Chapter 11 beantragt.
1-2-3.tv wurde im Sommer 2023 im Rahmen eines Sanierungsverfahren des vorherigen Eigentümers iMedia Brands von der irischen True Social Limited übernommen. Das Unternehmen gehört zur 5-Hour International Corporation des Unternehmers Manoj Bhargava.
Vom 11. September 2024 bis 30. September 2024 feierte 1-2-3.tv seinen 20-jährigen Sendergeburtstag und dessen Onlineplattform wurde zu 123.live.

## Senderlogos

Logo vom 1. Oktober 2004 bis 31. August 2012
Logo vom 1. September 2012 bis 11. Oktober 2020
Logo von 1-2-3.tv HD vom 1. Juni 2013 bis zum 11. Oktober 2020
Logo vom 12. Oktober 2020 bis September 2024
Logo von 1-2-3.tv HD vom 12. Oktober 2020 bis September 2024
Logo seit September 2024

## Der Sender in Zahlen
Der Sender erzielte im Geschäftsjahr 2020 einen Umsatz von 155,3 Millionen Euro.  Der Umsatz konnte damit zum Vorjahr um mehr als 20 Prozent gesteigert werden. Der Sender konnte damit ein EBITDA von 3,4 Millionen Euro erwirtschaften. Ende 2009 hatte der Sender rund eine Million registrierte Kunden.
Am 12. August 2007 beteiligte sich die Premiere AG mit 14,4 Prozent an dem Shopping-Kanal, Premiere zahlte dafür geschätzte 10 Millionen Euro. Der Pay-TV-Sender wollte das Angebot auch in seine Abonnement-Pakete aufnehmen. Auf Basis des Premiere-Angebots errechnet sich der Wert von 1-2-3.tv auf rund 70 Millionen Euro. Nachdem Premiere die Beteiligung bereits 2008 komplett abgeschrieben hatte, trennte sich das in Sky Deutschland umbenannte Unternehmen 2009 wieder von seinen Anteilen.
Für 2015 gab das Unternehmen einen Nettoumsatz von 108 Mio. Euro an.

## Verkaufsarten

### Auktion
Von einem von 1-2-3.tv definierten Startpreis ausgehend fällt der Produktpreis in regelmäßigen Zeitabständen um einen bestimmten Betrag, mitunter wird der Preis um eine beliebige Summe reduziert oder es wird die angebotene Menge des Artikels erhöht. Die Zuschauer können anrufen und bei dem Preis, der gerade gilt, mitbieten, wobei sie sofort den Zuschlag erhalten. Die Auktion endet, wenn die angebotene Menge an Artikeln verkauft ist. Den Preis, den alle Käufer zahlen müssen, bestimmt der letzte, und damit auch der niedrigste Zuschlag für diesen Artikel.

### Sofortkauf
Einige Produkte können jederzeit zu einem festen Preis bei der Service-Hotline oder im Internet-Shop bestellt werden. Dieser Preis ist meist etwas höher als der Endpreis einer Auktion.

### Festpreis
Es werden Produkte im klassischen Sinn des Homeshoppings verkauft, es wird ein Startpreis festgelegt, der dann nicht sinkt, es gibt keine begrenzte Stückzahl und zumeist wird auch auf einen Countdown verzichtet.

### Frühere Varianten

#### 1-€-Auktion
Bei der sogenannten 1-€-Auktion wird der jeweilige Artikel anfangs zu einem Startpreis von einem Euro angeboten. Innerhalb einer bestimmten Zeitspanne können die Anrufer nun mitbieten. Die Meistbietenden erhalten das Produkt zu dem Preis, bei dem das niedrigste noch erfolgreiche Gebot lag. Dieser Versteigerungstyp wird heute nur noch selten angewendet.

## Kritik
1-2-3.tv gibt meist zum jeweiligen Artikel einen Referenzpreis als Vergleich an. Dieser wird entweder als „unverbindliche Preisempfehlung“ (UVP), als „Marktpreis“ oder einfach nur als „Startpreis“ bezeichnet. Die Moderatoren erwecken häufig den Eindruck, dieser Referenzpreis sei der sonst übliche Preis für das Produkt. Dabei handelt es sich häufig um Mondpreise, völlig überhöhte Angaben, die im traditionellen Handel für vergleichbare Produkte nicht verlangt werden. Dabei handelt es sich zum Beispiel um mehrere Jahre alte UVPs von Elektrogeräten wie Handys, die in der Zwischenzeit durch den üblichen Preisverfall im Handel für einen Bruchteil des ursprünglichen Preises verkauft werden. Häufig werden auch „spezielle Verträge“ erwähnt, die ohne weitere Argumente belegen sollen, dass beispielsweise eine Uhr statt für 600 € nun für 60 € verkauft werden kann. Daneben finden sich oftmals Auslaufmodelle im Angebot des Senders, zu denen aber die ursprünglich geltende UVP genannt wird. Auch werden für unbekannte Uhrenmarken, deren Namen Tradition vorspiegeln sollen, übertriebene Referenzpreise genannt. Gelegentlich wird auch behauptet, die Modelle ließen sich später vom Käufer für deutlich höhere Preise weiterverkaufen, oder der Wert würde in Zukunft erheblich steigen, wie z. B. bei Goldmünzen aufgrund des steigenden Goldpreises. Auch werden manchen Produkten Wirkungen zugeschrieben die wissenschaftlich nicht abgesichert sind, zum Beispiel: Magnetarmbänder, Aktiviertes Wasser oder Zahnpasta.
Die Programmumsetzung unterscheidet sich nicht sonderlich stark vom typischen Teleshopping. Das klassische und für einen Teleshoppingsender typische Präsentieren und Erklären der Ware nimmt nun bei 1-2-3.tv, im Vergleich zu Sendebeginn, immer mehr Sendezeit ein. Elektrische Geräte wie Heckenscheren beispielsweise werden aber selten in Betrieb vorgeführt, sondern auf dem Präsentationstisch stehend und in einer vorproduzierten Videozuspielung beworben.
Einige Shows bei 1-2-3.tv spielen mit Elementen, die für Call-in-Gewinnspielsendungen typisch sind. Dazu zählen der Zeitdruck einer Auktion, engagierte Aufforderungen zum Anrufen durch die Moderatoren sowie mit hohem Tempo wechselnde Produktpräsentationen.

## Moderatoren
Moderatoren sind (Stand: Juni 2025):
- Alexandra Philipps
- Christian Giese
- Johannes Riehm
- Benedikt Garsky
- Norman Magolei
- Tanja Nowak
- Dennis Pesch
- Benjamin Matthews
- Sebastian Schmidt
- Katja Kossowski